# Teoria perspektywy
Teoria perspektywy – teoria psychologiczna autorstwa Daniela Kahnemana i Amosa Tversky’ego, tłumacząca podejmowanie przez ludzi decyzji w warunkach ryzyka. 
Według tej teorii ludzie są bardziej motywowani przez straty, a nie przez zyski (korzyści).
Teoria ta jest sprzeczna z dominującą w głównym nurcie ekonomii teorią użyteczności oczekiwanej.

## Eksperymentalne badania procesu podejmowania decyzji
Sformułowanie teorii perspektywy poprzedziły badania eksperymentalne procesu podejmowania decyzji, których wyniki, zdaniem Kahnemana i Tversky’ego, przeczą powszechnie przyjętej teorii użyteczności oczekiwanej. Badaniu zostali poddani studenci uniwersytetu w Izraelu, Sztokholmie i Michigan. Eksperyment przeprowadzono w formie ankiety, w której proszono o wybranie jednej z dwóch możliwości sformułowanych w formie prognozy.

### Przykładowe pytanie zadawane w badaniu
W badaniu zadawano pytania sformułowane w następujący sposób:
którą z możliwości preferujesz: (6000, .001), czy (3000, .002)?
Pierwsza liczba w nawiasie oznacza kwotę wygranej (w umówionej walucie), podczas gdy druga liczba oznacza prawdopodobieństwo wygrania, przy czym kropkę poprzedza umownie zero. Przykładowo (6000,.001) oznacza prognozę wygrania sześciu tysięcy (np. zł) z prawdopodobieństwem jednego promila oraz niewygrania niczego z prawdopodobieństwem 99,9%.

### Wyniki eksperymentów
Eksperymenty wykazały istnienie trzech efektów:
- efektu pewności polegającego na tym, że preferowane są te prognozy, które dają pewny zysk, nawet jeśli alternatywna prognoza daje wyższy zysk oczekiwany (ale niepewny).
- efektu odbicia polegającego na tym, że inaczej traktowana jest prognoza strat niż prognoza zysków. W przypadku, gdy dostępne są jedynie prognozy przynoszące straty, uczestnicy badania poszukiwali ryzyka i wykazywali odwrotność efektu pewności.
- efektu izolacji polegającego na tym, że ludzie upraszczają skomplikowane problemy skupiając się zwykle na tym, co różni dane alternatywy, a nie na tym co je łączy. Konsekwencją tego efektu jest fakt, że sposób sformułowania problemu wpływa na wybierane sposoby jego rozwiązania. W efekcie może powstać niespójność preferencji.

Istnienie efektu pewności zwolennicy teorii oczekiwanej użyteczności tłumaczyli tym, że ludzie preferują mniejszą dyspersję wyników w prognozie. Jest to jednak zdaniem Kahnemana i Tversky’ego wyjaśnienie słabe, gdyż stoi w sprzeczności z efektem odbicia. Inny eksperyment dowodzi, że nie zawsze jest także spełniony inny aksjomat teorii oczekiwanej użyteczności: awersja wobec ryzyka. Świadczy o tym rzadkość, z jaką ludzie wybierają ubezpieczenia probabilistyczne (takie, które zwracają koszty zdarzenia losowego z pewnym prawdopodobieństwem), które w pewnych sytuacjach powinny być przedkładane nad pełne ubezpieczenia.

## Teoria perspektywy
Teoria perspektywy ma za zadanie adekwatnie opisać rzeczywisty proces podejmowania decyzji przez ludzi. W myśl teorii Kahnemana i Tversky’ego proces ten składa się z dwóch etapów:
1. etapu obróbki: obejmuje on umysłową analizę możliwych decyzji (prognoz) za pomocą poniższych operacji:
  - kodowania: ustalenie punktu, względem którego poszczególne skutki decyzji będą oceniane jako zysk, albo strata;
  - upraszczania: prognozy o złożonej strukturze są upraszczane, pomijane są prawdopodobieństwa bardzo małe;
  - oddzielania: w prognozach oddzielane jest to, co jest pewne, od tego co jest obarczone ryzykiem;
  - pomijania: wspólne elementy wszystkich (lub niektórych) prognoz są pomijane, tak aby możliwe było porównanie tylko tego, co prognozy różni;
2. etapu oceny: dostępne decyzje oceniane są pod kątem:
  - wpływu prawdopodobieństw poszczególnych elementów decyzji (prognozy) na wartość całej decyzji: {\displaystyle \pi (p_{i});}
  - subiektywnej wartości możliwych skutków decyzji względem wybranego (w etapie obróbki) punktu odniesienia (strata/zysk): {\displaystyle v(x_{i}).}

Własności obydwu wymienionych funkcji (funkcji ważącej {\displaystyle \pi (p_{i})} oraz funkcji oceny {\displaystyle v(x_{i})}) zostały szczegółowiej omówione poniżej.
W wyniku obróbki i oceny, poszczególnym decyzjom przypisane zostają określone wartości, których wysokość stanowi podstawowe kryterium podjęcia takiej, a nie innej decyzji. Wartość prognozy jest wyliczana inaczej dla prognoz regularnych a inaczej dla ostrych. Pierwsza nie daje ani jednoznacznie pozytywnego, ani jednoznacznie negatywnego wyniku niezależnie od zrealizowanego stanu rzeczy, co jest równoważne warunkowi {\displaystyle x<0<y} lub {\displaystyle p+q<1.} Druga w przeciwieństwie do pierwszej daje w każdej sytuacji jednoznacznie pozytywny lub negatywny wynik: {\displaystyle x>y>0} lub {\displaystyle x<y<0.}
1. Wartość prognozy regularnej wyliczana jest następująco: {\displaystyle V(x,p;y,q)=\pi (p)v(x)+\pi (q)v(y);}
2. Wartość prognozy ostrej wyliczana jest następująco: {\displaystyle V(x,p;y,q)=v(y)-\pi (p)(v(x)-v(y));}

przy czym: {\displaystyle v(y)} jest wartością komponentu pewnego, a {\displaystyle \pi (p)(v(x)-v(y))} ważoną wartością ryzykownego komponentu prognozy.
(2) jest równoznaczne z (1) zawsze i tylko wtedy, gdy {\displaystyle [\pi (p)+\pi (1-p)=1].} Warunek ten nie zawsze jest jednak spełniony, dlatego istotne jest rozróżnienie prognozy ostrej i regularnej.

### Funkcja oceny
Eksperymenty wykonane przez Kahnemana i Tversky’ego wskazują, że funkcja oceny charakteryzuje się następującymi cechami:
1. Ludzie oceniają dostępne im alternatywy ze względu na pewien punkt odniesienia, którego umiejscowienie zależy od ich aktualnego bogactwa, przeszłych doświadczeń etc.
2. Funkcja oceny jest wklęsła dla prognoz pozytywnych (im dalej od punktu odniesienia znajdują się oceniane możliwości, tym mniejsza jest różnica ich wartości) oraz wypukła dla prognoz negatywnych (im dalej in minus od punktu odniesienia, tym mniejsza jest różnica wartości między stanami rzeczy).
3. Funkcja oceny jest bardziej płaska dla prognoz pozytywnych, niż dla prognoz negatywnych.

Badacze wyciągają stąd wniosek, że ludzie bardziej boją się strat niż cenią zyski.

### Funkcja ważąca
Funkcja ważąca {\displaystyle \pi (p)} odzwierciedla wpływ prawdopodobieństwa jakiegoś zdarzenia, na decyzje związaną z tym zdarzeniem. Charakteryzuje się ona następującymi cechami:
1. Jest rosnąca na przedziale {\displaystyle [0,1],} przy czym {\displaystyle \pi (0)=0} i {\displaystyle \pi (1)=1.}
2. Jest subaddytywna dla niewielkich prawdopodobieństw, czyli {\displaystyle \pi (rp)>r\pi (p)} dla {\displaystyle 0<r<1.} Innymi słowy, rzadkie zdarzenia mają zazwyczaj większy wpływ na decyzje ludzi, niż wynikałoby to z małego prawdopodobieństwa ich zdarzenia. Efektu tego nie należy mylić ze zjawiskiem przeszacowywania prawdopodobieństwa rzadkich zdarzeń, które też się zdarza i często wzmacnia subaddytywność.
3. Prawdopodobieństwa nie sumują się do 1 (subcertainty): {\displaystyle \pi (p)+\pi (1-p)<1,} o czym świadczy wiele eksperymentów. Funkcja ważąca jest tym samym funkcją wypukłą, co więcej także {\displaystyle \log \pi } jest wypukłą funkcją {\displaystyle \log p.}
4. Funkcja ważąca ma także i tę cechę, że (w większości sytuacji) bardzo rzadkie zdarzenia traktuje jako niemożliwe, a zdarzenia oceniane jako bardzo prawdopodobne, traktuje jako pewne.

## Wpływ na rozwój ekonomii
W 2002 roku badania nad teorią perspektyw docenił Komitet Noblowski – Kahneman otrzymał Nagrodę Nobla w dziedzinie ekonomii (Tversky zmarł kilka lat wcześniej).